# Incognito (Céline Dion-album)
Az Incognito Céline Dion kanadai énekesnő tizenharmadik, francia nyelvű albuma, mely 1987. április 2-án jelent meg Québecben (Kanada). Az album később világszerte kiadták az énekesnő nemzetközi sztárrá válása után.

## Háttér
Az Incognito volt Céline Dion első albuma új külsővel, új hangzással, új író és producer csapattal és új kiadó társasággal, a CBS Recordsszal. A dalok legtöbbjét Eddy Marnay írta, kettőt pedig a francia-kanadai dalszövegíró, Luc Plamondon. Az album egyik producere, Jean-Alain Roussel számos más híres művésszel dolgozott korábban együtt, például Joan Armatrading, Olivia Newton-John, Cat Stevens és Elkie Brooks. Az album két másik producere Pierre Bazinet és Aldo Nova volt, Nova később Dion több francia és angol nyelvű dalában is közreműködött.
A lemez Délivre-moi című dala Elizabeth Daily Love in the Shadows című dalának francia nyelvű feldolgozása. A Partout je te vois angol nyelvű változata Have a Heart címmel megjelent az énekesnő 1990-es Unison című lemezén is.
Az album megjelenése után Dion négy Félix-díjat kapott 1988-ban. Abban az évben az énekesnő québeci turnéja során járta be a tartományt Incognito tournée címmel.
1988-ban a lemez megjelent Franciaországban is, eltérő dalokkal. A franciaországi változat tartalmazta az Eurovíziós Dalfesztivál-győztes Ne partez pas sans moi, illetve a Ma chambre című dalokat is. Mindkettő megjelent kanadai kislemezeinek B-oldalán. A Jours de fièvre kislemez 1988-ban Dániában is megjelent.
1992-ben az Incognito-t ismét kiadták Franciaországban, akkor a kanadai dalsorrenddel.

## Az album dalai

### Eredeti verzió
| #  | Cím                            | Szerző(k)                                   | Hossz |
| -- | ------------------------------ | ------------------------------------------- | ----- |
| 1. | Incognito                      | Luc Plamondon, Jean-Alain Roussel           | 4:39  |
| 2. | Lolita (trop jeune pour aimer) | Plamondon, Daniel Lavoie                    | 4:19  |
| 3. | On traverse un miroir          | Isa Minoke, Robert Lafond                   | 4:40  |
| 4. | Partout je te vois             | Eddy Marnay, Aldo Nova                      | 4:09  |
| 5. | Jours de fièvre                | Marnay, Roussel                             | 5:13  |
| 6. | D'abord, c'est quoi l'amour?   | Marnay, Steven Tracey                       | 4:24  |
| 7. | Délivre-moi                    | Marnay, Elizabeth Daily, Harold Faltermeyer | 4:19  |
| 8. | Comme un cœur froid            | Marnay, Roussel                             | 5:13  |

### 1988-as francia újrakiadás
| #  | Cím                            | Szerző(k)                           | Hossz |
| -- | ------------------------------ | ----------------------------------- | ----- |
| 1. | Incognito                      | Plamondon, Roussel                  | 4:39  |
| 2. | Lolita (trop jeune pour aimer) | Plamondon, Lavoie                   | 4:19  |
| 3. | On traverse un miroir          | Minoke, Lafond                      | 4:40  |
| 4. | Ma chambre                     | Jean-Pierre Ferland, Daniel Mercure | 4:14  |
| 5. | Jours de fièvre                | Marnay, Roussel                     | 5:13  |
| 6. | D'abord, c'est quoi l'amour?   | Marnay, Tracey                      | 4:24  |
| 7. | Ne partez pas sans moi         | Nella Martinetti, Atilla Şereftuğ   | 3:07  |
| 8. | Comme un cœur froid            | Marnay, Roussel                     | 5:13  |

## Megjelenések
| Terület       | Megjelenés       | Kiadó                         | Formátum        | Katalógusszám |
| ------------- | ---------------- | ----------------------------- | --------------- | ------------- |
| Kanada        | 1987. április 2. | CBS Records, Columbia Records | CD              | WCK 80119     |
| Kanada        | 1987. április 2. | CBS Records, Columbia Records | Hanglemez       | PFC 80119     |
| Kanada        | 1987. április 2. | CBS Records, Columbia Records | Kompakt kazetta | WCT 80119     |
| Franciaország | 1988             | Carrere                       | CD              | 96600         |
| Franciaország | 1988             | Carrere                       | Hanglemez       | 66600         |
| Franciaország | 1988             | Carrere                       | Kazetta         | 76600         |
| Franciaország | 1992             | Sony Music, Columbia          | CD              | 472682 4      |
| Franciaország | 1992             | Sony Music, Columbia          | Kazetta         | 472682 2      |

## Fogadtatás
Az album Kanadában dupla platinalemez lett, miután 200 000 példányban kelt el. Világszerte több mint 500 000 darabot adtak el belőle.
A québeci kislemez listákon hat dal is bekerült a tíz legjobb közé: On traverse un miroir (Nr. 2), Incognito (Nr. 1), Lolita (trop jeune pour aimer) (Nr. 1), Comme un cœur froid (Nr. 1), Délivre-moi (Nr. 4). D'abord, c'est quoi l'amour? (Nr. 1).
A belgiumi Vallónia területén az Incognito 1995. november 11-én érte el a 65. helyezést, nyolc évvel megjelenése után.

### Díjak, jelölések
| Év   | Esemény                         | Díj                                                     |
| ---- | ------------------------------- | ------------------------------------------------------- |
| 1988 | Félix-díj                       | Az év popdala – Incognito                               |
| 1988 | Félix-díj                       | Az év énekesnője                                        |
| 1988 | Félix-díj                       | Az év legjobb előadása                                  |
| 1988 | Félix-díj                       | A Québecen kívül legnagyobb sikert elérő québeci művész |
| 1988 | 1988-as Eurovíziós Dalfesztivál | Grand Prix-díj – Ne partez pas sans moi                 |
| 1988 | MetroStar Award                 | Az év 25 év alatti fiatal művésze                       |

## Fordítás
Ez a szócikk részben vagy egészben  az   Incognito (Celine Dion album) című angol Wikipédia-szócikk ezen változatának fordításán alapul.  Az eredeti cikk szerkesztőit annak laptörténete sorolja fel. Ez a jelzés csupán a megfogalmazás eredetét és a szerzői jogokat jelzi, nem szolgál a cikkben szereplő információk forrásmegjelöléseként.